# Эллисон, Мэй
Мей Эллисон (англ. May Allison; 14 июня 1890 — 27 марта 1989) — американская актриса эпохи немого кино, имевшая успех в начале XX века.

## Жизнь и карьера
Родилась в Рисинг Фаун, была младшей из пяти детей Доктора Саймона (Сэма) Эллисона и Нэнни Вирджинии (Уайс) Эллисон.
Внешность актрисы (а именно фиолетовые глаза) помогла актрисе дебютировать на Бродвее в 1914 году в постановке Apartment 12-K. Позже Мэй перебралась в Голливуд, в Калифорнию. Дебют в кино состоялся в 1915 году, когда Мэй снялась вместе с Тедой Барой в фильме A Fool There Was. Также актриса прошла кастинг и снялась вместе с Гарольдом Локвудом в фильме Аллана Двона David Harum. Зрителям полюбился этот дуэт. На протяжении Первой мировой войны дуэт снялся в 25 кинолентах.
Популярный дуэт Эллисон-Локвуд прекратил своё существование в 1918 году, Гарольд скончался в возрасте 31 года от испанского гриппа, эпидемия которого пришлась на 1918—19 годы. Во всём мире от него тогда погибло от 50 до 100 миллионов человек. Без мужской половины карьера Эллисон пошла на спад.
На протяжении 1920-х годов Эллисон продолжала сниматься в кино, но уже не имела такого пика популярности, который пришёл к ней вместе с Гарольдом Локвудом. Последним фильмом актрисы стала картина 1927 года The Telephone Girl, где она снялась вместе с Мэдж Беллами и Уорнером Бакстером.
В 1920 году Эллисон вышла замуж за актёра Роберта Эллиса. В 1923 году они развелись. После этого она вышла замуж за редактора журнала Photoplay Джеймса Р. Куирка. Этот брак продлился до 1932 года. Третьим мужем Эллисон стал Карл Нортон Осборн, с которым она прожила вплоть до его смерти в 1982 году. В последние годы своей жизни она проживала в Такер-Таун и была покровителем Cleveland Symphony.

## Смерть
Скончалась от дыхательной недостаточности в Брейтнале, в 1989 году в возрасте 98 лет и была похоронена на кладбище в Гейтс-Миллсе, в штате Огайо.

## Избранная фильмография
- A Fool There Was (1915)
- David Harum (1915)
- The Governor’s Lady (1915)
- The Great Question[англ.] (1915)
- The Buzzard's Shadow[англ.] (1915)
- The Other Side of the Door[англ.] (1916)
- The Secret Wire[англ.] (1916)
- The Gamble (1916)
- The Man in the Sombrero[англ.] (1916)
- The Broken Cross (1916)
- Lillo of the Sulu Seas[англ.] (1916)
- Big Tremaine (1916)
- The Winning of Beatrice[англ.] (1918)
- A Successful Adventure[англ.] (1918)
- The Testing of Mildred Vane[англ.] (1918)
- Fair and Warmer (1919)
- Held In Trust[англ.] (1920)
- The Greater Glory[англ.] (1926)
- Men of Steel (1926)
- Mismates[англ.] (1926)
- The City (1926)
- The Telephone Girl (1927)